# آنتا رانرا
آنتا رانرا (به اسپانیایی: Anta Ranra) یک کوه در پرو است که در Peru, Lima Region واقع شده‌است. آنتا رانرا ۴٬۸۰۰ متر بالاتر از سطح دریا واقع شده‌است.